# Ciniflella
Ciniflella is een monotypisch geslacht van spinnen uit de  familie van de Amaurobiidae (nachtkaardespinnen). De enige soort is endemisch in Brazilië.

## Soort
- Ciniflella lutea Mello-Leitão, 1921